# 散尾葵
散尾葵（学名：Dypsis lutescens），又称黄椰子，为棕榈科马岛棕属下的一个种。其种加词“lutescens”意为“浅黄色的”。

## 特征
本种高度可达6至12米，茎从基部开始分支，呈多支干，为丛生灌木，茎有分节，叶片聚生于支干顶端。
羽状复叶长约2至3米，上有40到60对小叶，小叶微曲、长约35到50厘米、宽约1到1.5厘米。
花长于叶鞘底下，为圆椎花序，分支2、3次，花序全长约80厘米，分支则长约20到30厘米，上有多枝小穗。花为黄色，细小，旋生于小穗轴上，雌雄异花，有3片花瓣及3片萼片，雄蕊6个，花柱短、柱头粗，子房只有一室。
果实单果，为倒卵形，长约1.5到1.8厘米，外表光滑，橙黄色，干枯则呈黑紫色。种子内有空腔，包裹于果皮纤维之中。
- 叶
- 叶柄及叶鞘
- 花（多含苞）
- 花（开放）
- 圆椎花序
- 多支干丛生
- 支干分节
- 果实
- 果实

## 分布
原生于马达加斯加，为当地特有种。主要分布于马达加斯加东岸沿着白沙丘的沼泽地一带，但也可在海拔超过300米的冲积地区找到。
本种作为观叶植物被广泛引种到世界各地，成为常见的家居植物。

## 保护状况
在马达加斯加，其原生栖息地受人类土地开发活动所威胁，且野生植株经常因当地园艺市场需求而被人采集，野外种群数量整体呈下降趋势，因此，《国际自然保护联盟濒危物种红色名录》将其列为近危物种。